# Four World Trade Center
Four World Trade Center, ook bekend als 150 Greenwich Street, is een wolkenkrabber in New York. Het gebouw maakt deel uit van het nieuw te bouwen World Trade Center, ter vervanging van het voormalige World Trade Center die als gevolg van de aanslagen op 11 september 2001 zijn vernietigd of gesloopt. Het gebouw staat aan de oostkant van Greenwich Street, tegenover de locatie van de Twin Towers die in 2001 vernietigd werden. Het gebouw heeft een vloeroppervlak van 167.000 m² en is het op drie na hoogste gebouw van het World Trade Center. Vanaf verdieping 7 tot en met verdieping 46 heeft het gebouw een plattegrond als een parallellogram, van verdieping 48 tot en met verdieping 63 is er een hoek uit het gebouw aan de westkant, zodat de plattegrond een trapezium is.

## Oude gebouw (1975-2001)
Het oorspronkelijke Four World Trade Center door architect Minoru Yamasaki had negen verdiepingen en werd gebouwd als onderdeel van het originele World Trade Center op adres Church Street aan de westkant van Lower Manhattan en aan de oostelijke oever van de rivier Hudson. Het Four World Trade Center werd gebouwd naar hetzelfde sobere ontwerp van het Five World Trade Center en Six World Trade Center. Het Four World Trade Center had net als Five World Trade Center een hoogte van 36 meter, het Six World Trade Center was acht meter lager. 
Het Four World Trade Center was als zodanig een van drie karakteristieke zwarte gebouwen aan de voet van de Twin Towers, de North Tower en de South Tower. Tussenin deze gebouwen lag het Austin J. Tobin Plaza. Eronder was het winkelcentrum The Mall at the World Trade Center alsmede het metrostation World Trade Center gesitueerd. Het stond afgezonderd van de twee andere zwarte gebouwen, ten oosten van de South Tower en dus aan de zuidoostelijke kant van het plein.
Op 11 september 2001 werd het Four World Trade Center meteen compleet verwoest dan wel geplet, wegens de instorting van de South Tower. De instorting was naar het oosten toe verlopen waardoor er heel veel puin op het gebouw en Austin J. Tobin Plaza was terechtgekomen. Het gebouw werd samen met alle andere beschadigde gebouwen met lagere niveaus gesloopt bij de opruimingswerken.

## Nieuwe gebouw
De bouw van 150 Greenwich Street is begonnen op 12 januari 2008. Het gebouw bereikte straatniveau in november 2009. In januari bereikte het gebouw zijn 60ste verdieping en op 25 juni bereikte het gebouw zijn hoogste punt. De opening was op 13 november 2013.